# Úmoří Azovského moře
Úmoří Azovského moře patří k menším úmořím na rozhraní Evropy a Asie a je součástí úmoří Atlantského oceánu. Tvoří je oblast, ze které do Azovského moře přitéká voda buď přímo nebo prostřednictvím jeho přítoků. Jeho hranici tvoří rozvodí se sousedními úmořími. Na jihu a západě je to úmoří Černého moře a na severu a východě bezodtoké povodí Kaspického moře. Nejvyšším bodem úmoří je s nadmořskou výškou 5642 m Elbrus na Kavkaze.

## Dílčí povodí
| povodí           | rozloha km² | nejvyšší bod | nadm.výška m | odtékající řeka | průtok v ústí m³/s |
| ---------------- | ----------- | ------------ | ------------ | --------------- | ------------------ |
| Povodí Donu      | 422 000     | ...          | ...          | Don             | 3800               |
| Povodí Kubáně    | 57 900      | Elbrus       | 5642         | Kubáň           | 425                |
| Povodí Jeji      | 8650        | ...          | ...          | Jeja            | 2,5                |
| Povodí Miusu     | 6680        | ...          | ...          | Mius            | 12,1               |
| Povodí Bejsugu   | 5190        | ...          | ...          | Bejsug          | ...                |
| Povodí Kalmiusu  | 5070        | ...          | ...          | Kalmius         | ...                |
| Povodí Kagalniku | 5040        | ...          | ...          | Kagalnik        | ...                |
| Povodí Salgiru   | 3750        | ...          | ...          | Salgir          | 2,27               |
| Povodí Moločné   | 3450        | ...          | ...          | Moločna         | 2,1                |